# Eskigedik
Eskigedik ist ein Dorf (Köy) im Landkreis Ovacık der türkischen Provinz Tunceli. Im Jahre 2011 lebten in Eskigedik 11 Menschen. Das Dorf wurde in den 1990er Jahren geräumt und aufgegeben und später neu besiedelt. Als frühere Namen sind Birimuşağı und Birman verzeichnet.